# Igor Uranić
Igor Uranić (Zagreb, 15. travnja 1960.) hrvatski je egiptolog.

## Životopis
Igor Uranić rođen je u Zagrebu. Studij egiptologije završio na Sveučilištu Eötvös Loránd u Budimpešti. Od godine 1993. do 1996. radio je kao novinar Večernjega lista.
Od 1996. zaposlen je u Arheološkome muzeju u Zagrebu kao kustos, kasnije muzejski savjetnik, a od 1999. voditelj egipatskoga odjela. Organizira izložbe, piše znanstvene, znanstvenopopularne i stručne radove. Autor je nekoliko knjiga. Suradnik je na projektu Croato-Aegyptica Electronica. Predavao je srednjoegipatski jezik i pismo te kulturne kolegije na Filozofskome fakultetu u Zagrebu, te organizirao tečajeve i predavanja vezana uz drevni Egipat.
Dobitnik je godišnje nagrade Hrvatskog muzejskog društva za 2013. godinu.

## Djela
- Sinovi Sunca (1997.)[7]
- Stari Egipat: povijest, književnost i umjetnost drevnih Egipćana (2002.)[8][9]
- Ozirisova zemlja: egipatska mitologija i njezini odjeci na zapadu (2005.)[10][11]
- Aegyptiaca Zagrabiensia (2007.)[12]
- Životi Egipćana (2013.)[13]
- Staroegipatski jezik: gramatika, pismo i lingvistički uvod (suautorica Kristina Šekrst, 2014.)[14][15]

## Vanjske poveznice
Mrežna mjesta
- Zagrebačka egiptološka škola, egiptologija.wordpress.com
- Radovi Igora Uranića  Arhivirana inačica izvorne stranice od 19. veljače 2021. (Wayback Machine) na Hrčku